# Capheris
Capheris is een geslacht van spinnen uit de familie mierenjagers (Zodariidae).

## Soorten
Het geslacht kent de volgende soorten:
- Capheris abrupta Jocqué, 2009
- Capheris apophysalis Lawrence, 1928
- Capheris approximata (Karsch, 1878)
- Capheris cordivulva Lawrence, 1928
- Capheris crassimana (Simon, 1887)
- Capheris decorata Simon, 1904
- Capheris fitzsimonsi Lawrence, 1936
- Capheris kunenensis Lawrence, 1927
- Capheris langi Lawrence, 1936
- Capheris oncka Lawrence, 1927
- Capheris subtilis Jocqué, 2009